# Cristianismo en Asia

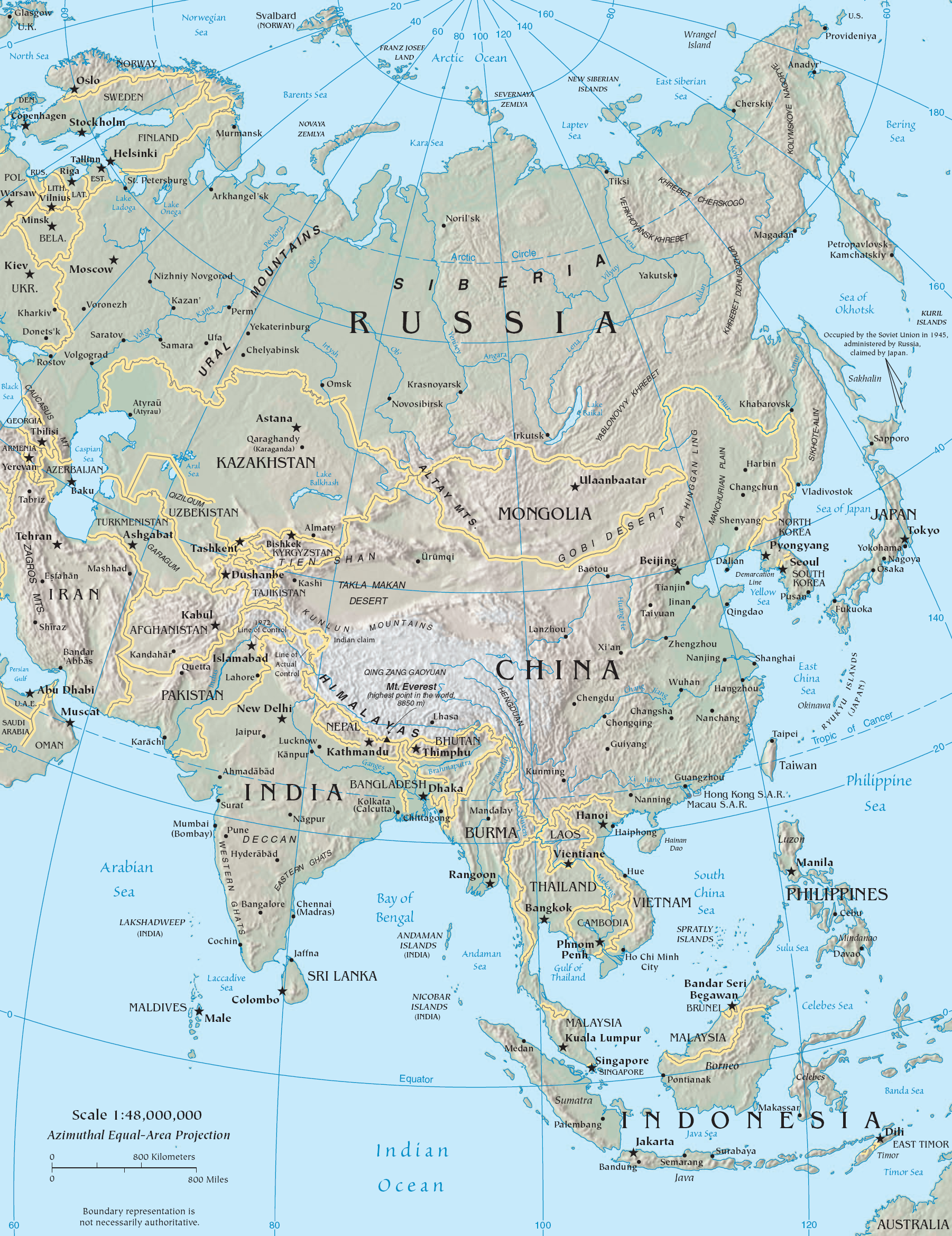
El cristianismo se extendió desde el oeste de Asia hasta China entre el y el, y luego en Asia oriental desde el con la era europea del descubrimiento.

El cristianismo en Asia tiene sus raíces en el mismo origen del cristianismo, que se originó a partir de la vida y las enseñanzas de Jesús en la Palestina romana del siglo I d. El cristianismo se extendió a través de la obra misionera de sus apóstoles, primero en el Levante y echando raíces en las principales ciudades como Jerusalén y Antioquía. Según la tradición, la mayor expansión hacia el este se produjo a través de la predicación de Tomás el Apóstol, que estableció el cristianismo en el Imperio Partico(Irán) y la India. El Primer Concilio Ecuménico se celebró en la ciudad de Nicea en Asia Menor (325). Las primeras naciones del Cáucaso que adoptaron el cristianismo como religión estatal fueron Armenia en el año 301 y Georgia en el año 327. En el siglo IV, el cristianismo se convirtió en la religión dominante en todas las provincias asiáticas del Imperio Romano de Oriente.
Tras el Primer Concilio de Éfeso en el año 431 y el Cisma Nestoriano, se desarrolló el cristianismo nestoriano. Los nestorianos comenzaron a convertir a los mongoles alrededor del siglo VII, y el cristianismo nestoriano probablemente se introdujo en China durante la dinastía Tang (618-907). Los mongoles tendían a ser tolerantes de múltiples religiones, con varias tribus mongolas siendo principalmente cristianas, y bajo el liderazgo del nieto de Genghis Khan, el gran Khan Möngke, el cristianismo era una pequeña influencia religiosa del Imperio Mongol en el siglo XIII.
El Cuarto Concilio Ecuménico se celebró en la ciudad asiática de Calcedonia (451). Las controversias cristológicas y las disputas que rodearon al Concilio y sus consecuencias gradualmente resultaron en una división entre el cristianismo pro-Calcedoniense (Iglesia Ortodoxa Oriental) y el anti-Calcedoniense (Ortodoxia oriental).
El padre Jordanus Catalani, un misionero dominico francés, continuó en los años 1321 y 1322. Informó a Roma, aparentemente desde algún lugar en la costa oeste de la India, que había dado sepultura cristiana a cuatro monjes mártires. Jordanus es conocido por su  "Mirabilia” de 1329 que describe las maravillas del Este: proporcionó el mejor relato de las regiones indias y los cristianos, los productos, el clima, las costumbres, las costumbres, la fauna y el florido de cualquier europeo en la Edad Media - superior incluso a Marco Polo. La Diócesis de Quilon o Kollam fue la primera diócesis católica en Asia, India en el estado de Kerala. Primero erigido el 9 de agosto de 1329 y reedificado el 1 de septiembre de 1886. En 1329, el papa Juan XXII (en cautiverio en Aviñón) erigió Quilón como la primera Diócesis en toda Indias como sufragánea de la Archidiócesis de Sultany en Persia a través del decreto " Romanus Pontifix "de fecha 9 de agosto de 1329. Por una Bula separada" Venerabili Fratri Jordano ", el mismo papa, el 21 de agosto XXII al Obispo Jordanus Catalani y a la diócesis de Quilon están documentadas y conservadas en los archivos diocesanos). Alrededor de ese mismo tiempo, hubo algún esfuerzo por reunir al cristianismo oriental y occidental. Hubo también numerosos esfuerzos misioneros de Europa a Asia, principalmente por misioneros franciscanos, dominicanos o jesuitas. En el siglo XVI, España comenzó a convertir filipinos. En el siglo XVIII, el catolicismo se desarrolló más o menos independientemente en Corea.
En la actualidad, el cristianismo continúa siendo la religión mayoritaria en los siguientes países: Filipinas, Timor Oriental, Armenia, Georgia, Corea del Sur, Chipre y Rusia. Tiene un caso especial de proporción significativa donde casi la mitad, alrededor de un 46% de la población en Líbano lo profesa, además de poblaciones minoritarias significativas en China, India, Pakistán, Irán, Indonesia, Vietnam, Singapur, Hong Kong, Japón, Malasia, Kazajistán, Kirguistán, Israel, Palestina (incluida Cisjordania y la Franja de Gaza), Siria, Irak, Jordania y varios otros países en Asia con una población cristiana total de más de 295 millones.

## Difusión temprana en Asia

### Asia Occidental

#### Levante

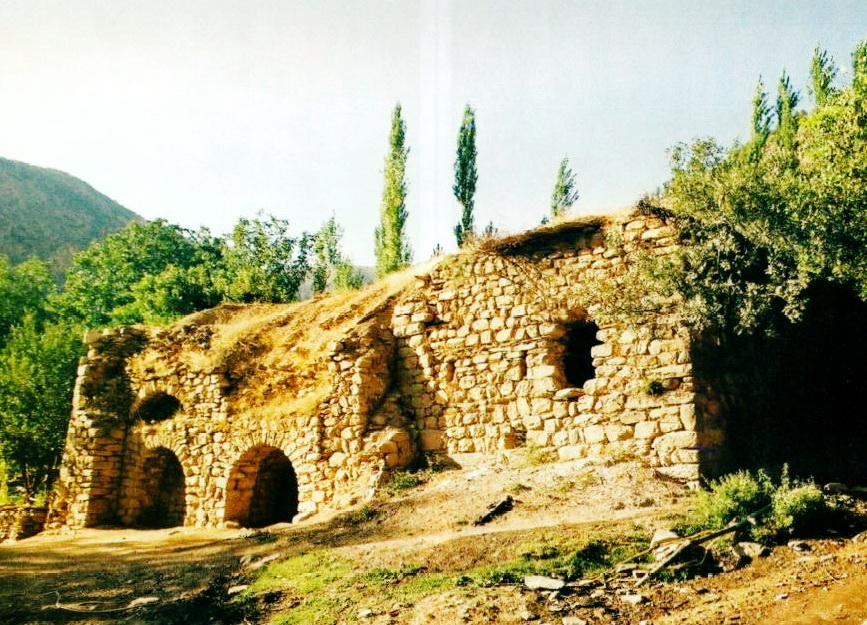
Una iglesia nestoriana del siglo sexto, San Juan el árabe, en la aldea asiria de Geramon.

El cristianismo se extendió por el Levante (Mediterráneo oriental) desde el siglo I d. Uno de los centros clave del cristianismo se convirtió en la ciudad de Antioquía, capital anterior del Imperio Seléucida helenístico, que se encuentra en la actualidad lo que es la Turquía moderna. Antioquía fue quizás evangelizada por Pedro el Apóstol, según la tradición sobre la cual el patriarcado antioqueno aún descansa en su reivindicación de la primacía, y ciertamente por Bernabé y Pablo. Sus conversos fueron los primeros en ser llamados cristianos. Se multiplicaron rápidamente, y para el tiempo de Teodosio (347-395) fueron contados por Crisóstomo (347-407), Arzobispo de Constantinopla, aproximadamente unas 100,000 personas. Entre 252 y 300, se llevaron a cabo diez asambleas de la iglesia en Antioquía y se convirtió en la sede de uno de los cinco patriarcados originales, junto con Jerusalén, Alejandría, Constantinopla y Roma.

#### Cáucaso
Armenia y Georgia fueron las primeras naciones que adoptaron el cristianismo como una religión de estado, en los años 301 y 326 respectivamente.

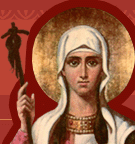
A San Nino (290-338) se le acredita el establecimiento del cristianismo como religión estatal en Georgia.
Dos de los doce apóstoles de Jesús, -Judas Tadeo y Bartolomé-, predicaron el cristianismo en Armenia entre el año 40 y el año 60 DC. Debido a estos dos apóstoles fundadores, el nombre oficial de la Iglesia Armenia es la Iglesia Apostólica Armenia, y es considerada como la iglesia nacional más antigua del mundo. La Iglesia de la Albania caucásica se estableció en 313, después de que la Albania caucásica (ubicada en lo que ahora es Azerbaiyán) se convirtiera en un estado cristiano.
En Georgia, el cristianismo primero fue predicado por los apóstoles Simón y Andrés en el primer siglo. Se convirtió en la religión del estado de Kartli, Iberia (el área de la capital de Georgia) en 326. La conversión de Georgia al cristianismo se atribuye a los esfuerzos de San Nino de Capadocia (290-338).

#### Imperio parto
El cristianismo se extendió aún más hacia el este bajo el Imperio de los Partos, que mostraba una gran tolerancia de los asuntos religiosos. Según la tradición, el proselitismo cristiano en Asia Central, comenzando con Mesopotamia y la meseta iraní, se puso bajo la responsabilidad de Santo Tomás Apóstol, y comenzó en el siglo I d. C. A Santo Tomás también se le atribuye el establecimiento del cristianismo en la India. Los cristianos de Mesopotamia e Irán se organizaron bajo varios obispos, y estuvieron presentes en el Primer Concilio de Nicea en el 325 d. C.

### Expansión a Asia Central
La difusión del cristianismo en Asia central parece haber sido facilitada por la gran difusión del griego en la región (Imperio seléucida, Reino greco-bactriano, Reino indo-griego), así como el arameo, el lenguaje de Jesucristo. La difusión de los judíos en Asia desde la deportación de Babilonia y la captura de Jerusalén por Tito también parece haber sido un factor contribuyente.
Las primeras referencias conocidas de las comunidades cristianas en Asia Central provienen de un escrito de Bar Daisan alrededor del año 196 dC: "Tampoco nuestras hermanas, entre los gilyanos y los bactrianos, tienen relaciones sexuales con extraños".
Los sasánidas también demostraron ser bastante tolerantes con la fe cristiana hasta la persecución del sacerdote zoroastrista Kartir bajo Bahram II (276-93 dC). Las persecuciones posteriores parecen haber tenido lugar bajo Shapur II (310-379) y Yazdegerd II (438-457), con eventos en 338 que han causado un daño significativo a la fe.

### India (sigloId.C.)

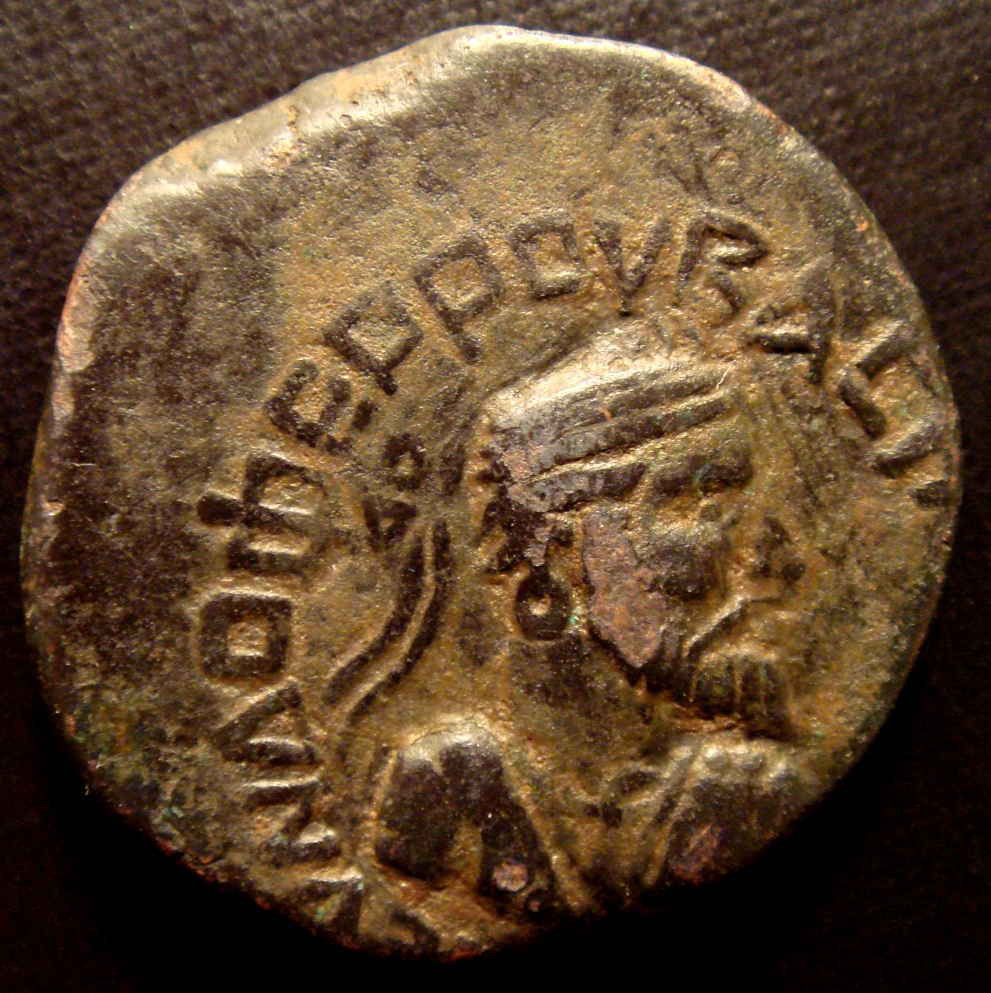
Según la tradición, el rey indo-parteno Gondophares fue proselitista por Santo Tomás, quien continuó hasta el sur de la India, y posiblemente hasta Malasia o China.

Según el registro de Eusebio, los apóstoles Tomás y Bartolomé fueron asignados a Partia (Irán moderno) e India. En el momento del establecimiento del Segundo Imperio Persa (226 d. C.), había obispos de la Iglesia del Este en el noroeste de la India, Afganistán y Baluchistán (incluidas partes de Irán, Afganistán y Pakistán), con laicos y clérigos comprometidos por igual. en la actividad misionera.
Una obra siríaca de principios del siglo III conocida como los Hechos de Tomás conecta el ministerio indio del apóstol con dos reyes, uno en el norte y el otro en el sur. Según los Hechos, Tomás al principio se mostró reacio a aceptar esta misión, pero el Señor se le apareció en una visión nocturna y lo obligó a acompañar a un comerciante indio, Abbanes (o Habban), a su lugar natal en el noroeste de la India. Allí, Thomas se encontró al servicio del rey indo-parto, Gondophares. El ministerio del Apóstol dio lugar a muchas conversiones en todo el reino, incluido el rey y su hermano.
Tomás después fue al sur a Kerala y bautizó a los colonos judíos y algunos nativos, cuyos descendientes forman los cristianos de Santo Tomás o el Malabar Nasranis sirio.
Recopilando varias tradiciones, la historia sugiere que Tomás abandonó el noroeste de India cuando la invasión amenazó, y viajó en barco a la costa de Malabar a lo largo de la costa suroccidental del continente indio, posiblemente visitando el sureste de Arabia y Socotra en ruta, y aterrizando en el antiguo florecimiento puerto de Muziris en una isla cerca de Cochin en 52. Desde allí predicó el evangelio a lo largo de la costa de Malabar. Las diversas iglesias que fundó estaban ubicadas principalmente en el río Periyar y sus afluentes ya lo largo de la costa, donde había colonias judías. Predicó a todas las clases de personas y tenía alrededor de 170 conversos, incluidos miembros de las cuatro castas principales. Más tarde, se erigieron cruces de piedra en los lugares donde se fundaron las iglesias, y se convirtieron en centros de peregrinación. De acuerdo con la costumbre apostólica, Tomás ordenó a maestros y líderes o ancianos, que según los informes fueron los primeros ministros de la iglesia de Malabar.
Thomas luego procedió por tierra a la costa de Coromandel en el sureste de la India, y ministró en lo que ahora es el área de Madrás, donde un rey local y muchas personas se convirtieron. Una tradición relata que fue desde allí a China a través de Malacca en Malasia, y después de pasar un tiempo allí, regresó al área de Madras. Aparentemente, su renovado ministerio indignó a los brahmines, que temían que el cristianismo socavara su sistema social de castas. De acuerdo con la versión siríaca de los Hechos de Tomás, Mazdai, el rey local en Mylapore, después de interrogar al Apóstol lo condenó a muerte alrededor del año 72 DC. Deseoso de evitar la excitación popular, el Rey ordenó que condujera a Tomás a una montaña cercana. donde, después de que se le permitió orar, fue apedreado y apuñalado hasta la muerte con una lanza empuñada por un brahmán enojado.

## Expansión del cristianismo nestoriano (431-1360 dC)
En 410, el emperador sasánida convocó a los líderes de la iglesia persa al Sínodo de Seleucia. Su propósito era hacer del Católicos de Seleucia-Ctesiphon, el líder minoritario de los cristianos en el Imperio, y personalmente responsable de su buena conducta en todo el imperio persa. El sínodo aceptó el deseo del emperador.
En 424 los obispos de Persia se reunieron en consejo bajo el liderazgo del Catholicos Dadiso y determinaron que no habría referencia de sus problemas disciplinarios o teológicos a ningún otro poder, especialmente a ningún consejo de la iglesia en el Imperio Romano. La separación formal de la Sede de Antioquía y la Iglesia occidental siria bajo los emperadores romanos (bizantinos), se produjo en este sínodo en 424.

### Nestorianismo
El desarrollo oriental del cristianismo continuó separándose del oeste, impulsado por eventos como el Concilio de Éfeso de 431, en el cual el obispo sirio Nestorio, patriarca de Constantinopla desde 428, fue acusado de herejía por predicar su estilo de cristianismo, etiquetado como nestorianismo después de él. Él y sus seguidores fueron desterrados del Imperio Bizantino, y otras instituciones religiosas y políticas lo santificaron. El cristianismo oriental se separó para formar lo que a veces se llama la Iglesia del Este, o Iglesia Siro-Oriental, aunque algunos historiadores se refieren a ella con el término general Iglesia nestoriana, aunque muchos cristianos orientales no siguieron la doctrina predicada por Nestorius .

### Expansión a Sogdiana y Asia Central oriental
El proselitismo, combinado con esporádicas persecuciones sasánidas y el exilio de las comunidades cristianas en su propia área, causó la expansión del cristianismo hacia el este.
El Edicto de Milán en el año 313, concedió la tolerancia del cristianismo por el Imperio Romano. Después de la conversión del emperador Constantino al cristianismo, los cristianos indígenas de Persia fueron considerados una amenaza política para los sasánidas. Exiliaron comunidades cristianas al este, como una comunidad de Melchites ortodoxos que se instalaron en Romagyri cerca de Taskent, o una comunidad de jacobitas, que fueron enviados a Yarkand en Xinjiang a las puertas de China. Se sabe que los Hephthalites se han abierto algo al cristianismo desde 498, y pidieron al Nestorian Catholicos que estableciera un obispo diocesano en sus tierras en le año 549.
En 650, había 20 diócesis nestorianas al este del río Oxus. El desarrollo del Islam a fines del siglo séptimo cortó aún más el cristianismo asiático de los cristianos occidentales, pero la expansión oriental de la fe continuó, no obstante. Las relaciones con el islam fueron lo suficientemente buenas para que el Católicos dejara Seleucia-Ctesiphon para establecer su asiento en Bagdad con el establecimiento de los Abbassids en el año 750.
Desde el siglo VII en adelante, los turcos nómadas de Asia Central comenzaron a convertirse al cristianismo nestoriano. Las conversiones masivas se registran durante los años 781 y 7822 y más tarde en 1007, cuando se informa que 200,000 turcos y mongoles se hicieron cristianos. Los turcos Kipchaks también se convirtieron al cristianismo por sugerencia de los georgianos, ya que se aliaron en sus conflictos contra los musulmanes. Un gran número de ellos fue bautizado a pedido del rey georgiano David IV. Desde 1120, había una iglesia cristiana nacional de Kipchak y un clero influyente.

### El cristianismo temprano en China

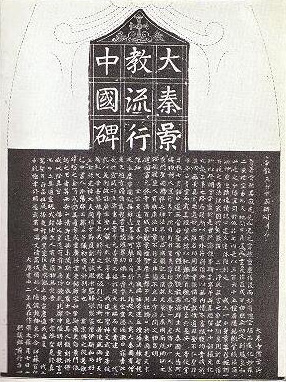
La estela nestoriana en China, erigida en 781. El título es: 大秦 景教 流行 中國 Ste "Estela de la propagación de la luminosa fe romana en China"

El cristianismo pudo haber existido antes en China, pero la primera introducción documentada fue durante la dinastía Tang (618-907). Se sabía que había comenzado una misión cristiana bajo el liderazgo del sacerdote Alopen (descrito de diversas maneras como persa, siríaco o nestoriano) en el año 635, donde él y sus seguidores recibieron un Edicto Imperial que permite el establecimiento de una iglesia. En China, la religión era conocida como Dàqín Jǐngjiào (大秦景教), o la Religión Luminosa de los Romanos.大秦 Dàqín designa Roma y el Cercano Oriente, aunque desde el punto de vista occidental, el cristianismo de los nestorianos era considerado herético por los cristianos latinos.
La oposición surgió entre los cristianos durante los años 698 y 699 por parte de los budistas, y luego por los daoístas en 713, pero el cristianismo siguió prosperando, y en 781, se erigió una estela de piedra (la estela nestoriana) en la capital Tang de Chang-an, que registró 150 años de historia cristiana apoyada por el Emperador en China. El texto de la estela describe comunidades florecientes de cristianos en toda China, pero más allá de este y algunos otros registros fragmentarios, se sabe relativamente poco de su historia. En años posteriores, otros emperadores no fueron tan tolerantes religiosamente. En el año 845, las autoridades chinas implementaron una interdicción de cultos extranjeros, y el cristianismo disminuyó en China hasta la época del Imperio Mongol en el siglo XIII.

### Cristianismo entre los mongoles
En general, los mongoles fueron muy tolerantes con la mayoría de las religiones y, por lo general, patrocinaron varios al mismo tiempo. Habían sido proselitistas por los cristianos nestorianos desde aproximadamente el siglo VII, y varias tribus mongoles, como los Kerait, Naimans, Merkit, y en gran parte los Kara-kitai (que practicaban el uno al lado del otro). con el budismo), también eran cristianos.
El fundador del Imperio Mongol, Genghis Khan (1162-1227) era chamán, pero mostraba una gran tolerancia hacia otras religiones. Sus hijos estaban casados con princesas cristianas del clan Kerait, como Sorghaghtani Beki y Doquz Khatan, una notable noble de Kerait, la nieta de Toghrul Khan y un cristiano apasionado que tuvo una influencia considerable en la corte. del Khan. Ella no ocultó su desagrado por el islam y su entusiasmo por ayudar a los cristianos de todas las sectas.
Bajo el reinado del nieto de Genghis Möngke Khan (1205-1259), hijo de Sorghaghtani, la principal influencia religiosa fue la de los cristianos, a quienes Möngke mostró especial favor en la memoria de su madre.

## Acercamiento este-oeste
Siguiendo el Cisma Este-Oeste de 1054, varios esfuerzos, durante varios siglos, se hicieron para reunir al cristianismo oriental y occidental, con el objetivo de poner ambos bajo el gobierno del papa.

### Iglesia armenia

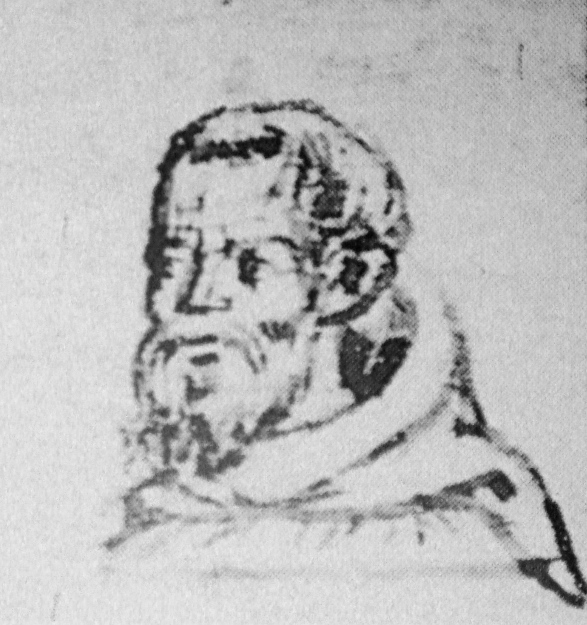
El rey armenio Hetoum II, como fraile franciscano

En 1198, una Unión fue proclamada entre Roma y la Iglesia Armenia por los católicos armenios de Sis, Grigor VI Apirat. Sin embargo, esto no se siguió con los hechos, ya que el clero y el pueblo locales se opusieron firmemente a tal unión. Nuevamente en 1441, los católicos armenios de Sis Grigor IX Musabekiants proclamaron la unión de las iglesias armenias y latinas en el Concilio de Florencia, pero esto fue contrarrestado por un cisma armenio bajo Kirakos I Virapetsi, que instaló la sede del Catholicos en Edjmiatzin, y maginalizó Sis.
Numerosas misiones católicas también fueron enviadas a Cilician Armenia para ayudar con el acercamiento. Los franciscanos fueron puestos a cargo de estas misiones. Guillermo de Rubruck visitó Cilicia en 1254, y Juan de Monte Corvino en 1288. El rey armenio Hethoum II (1266-1307) se convertiría en fraile franciscano en sus múltiples abdicaciones. Otro de esos religiosos fue el historiador Nerses Balients, que era miembro del movimiento "Unitario" que abogaba por la unificación con la Iglesia Latina.

### Iglesia bizantina
La iglesia bizantina también hizo varios esfuerzos para unirse a Roma. En 1272, Juan de Montecorvino fue comisionado por el emperador bizantino Miguel VIII Palaiologos para comunicarse con el papa Gregorio X, para negociar la reunión de las Iglesias Ortodoxa y Católica. El objetivo era abrir una brecha entre el papa y los partidarios del Imperio Latino, que tenían puntos de vista sobre la reconquista de Constantinopla. Una tenue unión entre las iglesias griega y latina se firmó en el Segundo Concilio de Lyon en 1274. La concesión de Miguel VIII se encontró con una decidida oposición en el hogar y en las cárceles llenas de muchos opositores al sindicato. Al mismo tiempo, la controversia unionista ayudó a conducir a los vecinos ortodoxos de Bizancio, Serbia y Bulgaria, al campo de los oponentes de Miguel VIII. Durante un tiempo la intención diplomática de la unión funcionó en Occidente, pero al final el papa Martín IV, un aliado de Carlos de Anjou, excomulgó a Miguel VIII.

## Misiones católicas a los mongoles y China
Los contactos entre los mongoles y Occidente ocurrieron en el siglo XIII, cuando el Imperio mongol se expandió hacia Europa y Palestina, coincidiendo con la última parte de las Cruzadas. Los contactos iniciales mostraron que los mongoles tenían la impresión de que el papa era el líder de los europeos, y le enviaron mensajes insistiendo en que sometiera a Europa a la autoridad mongola. A cambio, los mongoles declararon que después de conquistar Jerusalén, la devolverían a los cruzados. Los diversos papas, por su parte, parecían desconocer que el cristianismo ya existía en Oriente, y tendían a responder con mensajes que insistían en que los mongoles se convirtieran al cristianismo y aceptaran el bautismo. Las comunicaciones posteriores entre los mongoles y Europa vieron intentos de formar una alianza franco-mongol contra los musulmanes.
En 1253, el rey Luis IX envió al franciscano Guillermo de Rubruck a la capital mongol de Karakorum para evangelizar a los tártaros. Guillermo visitó la corte del gran kan Möngke en 1254, y observó a representantes de varias religiones allí. Participó en un famoso debate organizado por Möngke, con representantes de cada religión debatiendo (sin éxito) cuál era el mejor. Se fue en agosto de 1254, con la respuesta de Möngke al rey Luis.

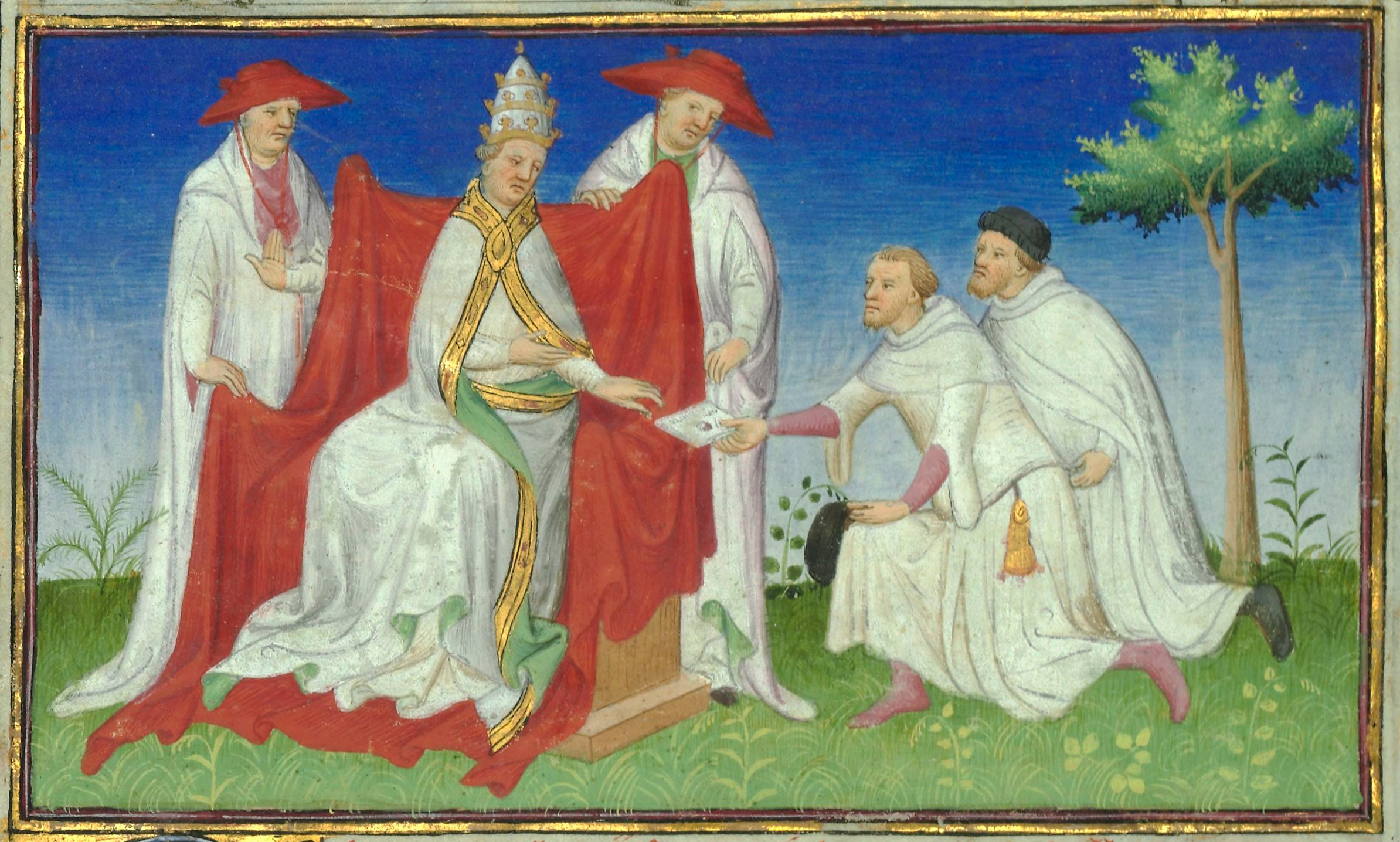
Niccolo y Marcoo Polo remiten una carta de Kubilai al Papa Gregorio X en 1271.

En el año 1268, el padre y el tío de Marco Polo regresaron de China con una invitación de Kublai Khan al papa, implorando que se enviaran cien maestros de ciencia y religión para reforzar el cristianismo ya presente en el imperio de Kublai. Sin embargo, esto se vino abajo debido a la hostilidad de influyentes cristianos nestorianos dentro de la corte en gran parte mongol.  Kublai solicitó asistencia occidental para asegurar el dominio mongol sobre la dinastía Yuan china. En 1289, el Papa Nicolás IV envió al franciscano Juan de Montecorvino a China por medio de la India. Aunque Kublai ya había muerto cuando Juan llegó en 1294, el tribunal de Khanbaliq lo recibió amablemente y lo animó a establecerse allí. Juan fue el primer misionero católico de China y tuvo un éxito significativo. Trabajó en gran medida en la lengua mongol, tradujo el Nuevo Testamento y los Salmos, construyó una iglesia central, y en unos pocos años (hacia el año 1305) pudo informar a 6,000 conversos bautizados. También estableció una escuela de capacitación laica de 150 estudiantes. Otros sacerdotes se unieron a él, Juan fue consagrado obispo y se establecieron centros en las provincias costeras de Kiangsu (Yangchow), Chekiang (Hangchow) y Fukien (Zaitun). Bajo la influencia de Juan, muchos mongoles, como los de la tribu Ongut, cambiaron su lealtad de la Iglesia Nestoriana Oriental (Siro-Oriental) al catolicismo de rito latino.
Tras la muerte de Montecorvino, Toghun Temür envió una embajada al papa Benedicto XII, francés de Aviñón en 1336, solicitando una nueva guía espiritual. El papa respondió nombrando a cuatro eclesiásticos como sus legados en la corte del khan. En 1338, un total de 50 eclesiásticos fueron enviados por el papa a Pekín, como Juan de Marignolli, que llegó a Khanbaliq en 1342, y se quedó hasta 1347, y luego regresó a Aviñón en 1353.
Sin embargo, la dinastía Yuan establecida en Mongolia en China estaba en declive, y en 1368 fue derrocada por la dinastía Ming fundada por los chinos nativos. El último obispo católico de Quanzhou, Giacomo da Firenze, fue asesinado por los chinos en 1362. En 1369 todos los cristianos, ya fueran católicos o nestorianos (sirio ortodoxos o siro-orientales), fueron expulsados.

## Viajes europeos de exploración
Los viajes de exploración europeos en el siglo XVI crearían nuevas oportunidades para el proselitismo cristiano.

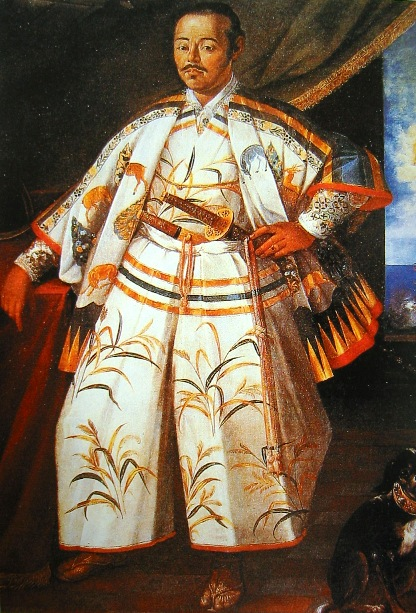
A finales del, Hasekura Tsunenaga dirigió una misión al Papa y fue bautizado como cristiano.

### Catolicismo en las Filipinas
La llegada de Fernando de Magallanes a Cebú representa el primer intento de España de convertir a los nativos al catolicismo romano. Según una descripción de los acontecimientos, Magallanes se reunió con Raja Humabón de Cebú, que tenía un nieto enfermo a quien el explorador, o uno de sus hombres, pudo ayudar a curar. Por gratitud, Humabon y su consorte principal se bautizaron "Carlos" y "Juana", y se bautizaron unos 800 de sus súbditos. Más tarde, Lapu-Lapu, el monarca de la vecina isla de Mactan, mató a sus hombres a Magallanes y derrotó a la desafortunada expedición española.
En 1564, Luis de Velasco, el virrey de Nueva España, envió al explorador vasco Miguel López de Legazpi a las Filipinas. La expedición de Legazpi, que incluyó al fraile agustino y circunnavegador Andrés de Urdaneta, erigió lo que ahora es la ciudad de Cebú bajo el patrocinio del Santo Niño, y más tarde conquistó el Reino de Maynila en 1571 y el vecino Reino de Tondo en 1589. Los colonizadores continuaron para hacer proselitismo mientras exploraban y subyugaban las partes restantes de lo que hoy es Filipinas hasta 1898, con la excepción de partes de Mindanao, que había sido musulmán desde el siglo X antes de Cristo, y las Cordilleras, donde numerosas tribus montañesas mantuvieron su antiguo creencias como resistieron la colonización occidental hasta la llegada de los Estados Unidos a principios del siglo XX.

### Cristianismo en Indonesia
Un registro cristiano egipcio del siglo XII de iglesias sugiere que se estableció una iglesia en Barus, en la costa oeste de Sumatra del Norte, un puesto comercial conocido por haber sido frecuentado por comerciantes indios, y por lo tanto vinculado a los cristianos indios de Santo Tomás. No queda ningún registro ni rastro de tal comunidad, y la primera evidencia significativa de la actividad cristiana llegó con la llegada de los comerciantes portugueses en el siglo XVI.
Los portugueses llegaron al Sultanato de Malaca (la actual Malasia) en 1509 buscando acceso a su riqueza. Aunque inicialmente fue bien recibida, la captura de Goa y otros conflictos entre musulmanes y cristianos convencieron a los musulmanes de Malaca de que los cristianos portugueses serían una presencia hostil. La captura resultante de Malaca se cree que ha mejorado el sentido de solidaridad musulmana contra el portugués cristiano, y la resistencia en curso contra los portugueses vino del Aceh musulmán y del Imperio Otomano. Aunque los portugueses construyeron algunas iglesias en la Malaca portuguesa misma, su influencia evangélica en los territorios vecinos fue quizás más negativa que positiva en la promulgación del cristianismo.
Los primeros misioneros fueron enviados por Stamford Raffles en 1824, en ese momento Sumatra estaba bajo el dominio británico temporal. Observaron que los Batak parecían receptivos al nuevo pensamiento religioso, y que probablemente caerían en la primera misión, ya sea islámica o cristiana, para intentar la conversión.
Una segunda misión en 1834 de la Junta Estadounidense de Comisionados para Misiones Extranjeras se encontró con un final brutal cuando sus dos misioneros fueron asesinados por Batak, resistentes a la interferencia externa en su adat tradicional.
La primera comunidad cristiana en el norte de Sumatra se estableció en Sipirok, una comunidad de personas (Batak) Angkola. Tres misioneros de una iglesia independiente en Ermelo, Países Bajos llegaron en 1857, y el 7 de octubre de 1861 uno de los misioneros de Ermelo se unió a la Sociedad Misionera Rhenish, que había sido expulsada recientemente de Kalimantan como resultado de la Guerra de Banjarmasin.
La misión fue inmensamente exitosa, recibió un buen apoyo financiero de Alemania y adoptó estrategias efectivas de evangelización dirigidas por Ludwig Ingwer Nommensen, quien pasó la mayor parte de su vida desde 1862 hasta su muerte en 1918 en Sumatra del Norte, convirtiendo con éxito a muchos entre Simalungun y Batak Toba, así como a una minoría de Angkola.

### Los jesuitas en China

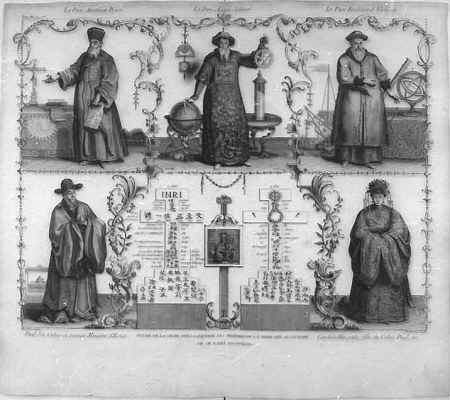
Los jesuitas en China

Los esfuerzos misioneros y otros trabajos de la Compañía de Jesús, o jesuitas, entre los siglos XVI y XVII desempeñaron un papel importante en la transmisión del conocimiento, la ciencia y la cultura entre China y Occidente, y afectaron la cultura cristiana en la sociedad china de hoy . Los miembros de la delegación jesuita en China fueron quizás los más influyentes de los diferentes misioneros cristianos en ese país, desde el período más antiguo de la religión hasta el siglo XIX, cuando se desarrollaron un número significativo de misiones católicas y protestantes. Destacados misioneros jesuitas incluyeron al navarro San Francisco Javier y al italiano Matteo Ricci. En el momento de su máxima influencia, los miembros de la delegación jesuita fueron considerados algunos de los asesores más valiosos y confiables del emperador, ocupando numerosos puestos de prestigio en el gobierno imperial. Sin embargo, entre el siglo XVIII y mediados del siglo XIX, casi todos los misioneros occidentales en China fueron obligados a realizar su enseñanza y otras actividades de forma encubierta.

## Movimientos católicos formados independientemente (Corea)
La historia del catolicismo en Corea comenzó en 1784 cuando Yi Sung-hun fue bautizado mientras estaba en China bajo el nombre cristiano de Pedro. Más tarde regresó a casa con varios textos religiosos y bautizó a muchos de sus compatriotas. La Iglesia en Corea sobrevivió sin ningún sacerdote misionero formal hasta que el clero de Francia (la Sociedad de Misiones Extranjeras de París) llegó en 1836 para el ministerio.
Durante el siglo XIX, la Iglesia Católica sufrió persecución por parte del gobierno de la dinastía Joseon, principalmente por la negativa de la religión a realizar un culto ancestral, que percibió como una forma de idolatría, pero que el Estado prescribió como piedra angular de la cultura. Una persecución de un siglo de duración produjo miles de mártires, 103 de los cuales fueron canonizados por el papa Juan Pablo II en mayo de 1984, incluido el primer sacerdote coreano, San Andrés Kim Taegon, quien fue ordenado en 1845 y martirizado en 1846. A pesar de la persecución sin embargo, la Iglesia en Corea se expandió. El Vicariato Apostólico de Corea se formó en 1831, y después de la expansión de la estructura de la Iglesia para el próximo siglo, la estructura actual de tres Provincias Metropolitanas, cada una con una Arquidiócesis y varias Diócesis sufragáneas, se estableció en 1962.
Actualmente, Deokwon (덕원) en Corea del Norte es la sede de la única abadía territorial fuera de Europa. La abadía estuvo vacante por más de 50 años hasta que el padre. Francis Ri fue nombrado abad en 2005. La abadía nunca se unió o se convirtió en una diócesis, presumiblemente debido a la falta de actividad efectiva de la iglesia en el área desde la división de Corea al final de la Segunda Guerra Mundial.

## El cristianismo asiático en la actualidad
En la actualidad, el cristianismo es la fe predominante en seis países asiáticos, Filipinas, Timor Oriental, Chipre, Rusia, Armenia y Georgia. El aumento del extremismo islámico ha conducido, en algunas áreas dominantes musulmanas, a la persecución y, en el peor de los casos, a la tortura y la muerte. Sin embargo, en muchos países musulmanes, incluidos conservadores (EAU) y liberales (Malasia e Indonesia), los cristianos continúan disfrutando de la libertad de culto, a pesar de los límites en su capacidad de difundir su fe.
Un estudio de 2015 estima a 6,968,500 creyentes cristianos de origen musulmán en Asia, mientras que alrededor de 483,500 cristianos creyentes de origen musulmán en el Medio Oriente, la mayoría pertenecientes a alguna forma de protestantismo.

### Porcentaje y número de cristianos por país o territorio asiático
| País o región          | Porcentaje de cristianos | Total de la población | Población cristiana                                          | Afiliación religiosa dominante, porcentaje de la población total |
| ---------------------- | ------------------------ | --------------------- | ------------------------------------------------------------ | --- |
| Rusiaa                 | 46%-77%                  | 142,200,000           | 109,494,000                                                  | 41% -70% - 58,800,000-120,000,000 miembros de la Iglesia Ortodoxa Rusa; 4% - 5,900,000 personas identificándose como cristianos sin pertenecer a ninguna iglesia 1.5% - 2.100,000 personas creyendo en el cristianismo ortodoxo sin pertenecer a ninguna iglesia ortodoxa o perteneciendo a iglesias no rusas 0.2% - 400,000 Viejos Creyentes 0.2% - 300,000 Protestantes 0.1% - 140,000 miembros de la Iglesia Católica |
| Armenia                | 98.7%                    | 3,299,000             | 3,256,113                                                    | Iglesia Apostólica Armenia, 90% |
| Singapur               | 18%                      | 4,608,167             | 829,470                                                      | Budismo (principalmente Budismo Mahayana), 33.3% |
| Taiwánb                | 4.5%                     | 22,920,946            | 1,031,443                                                    | Budismo (varias sectas), 35.1% |
| Chipre                 | 79.3%                    | 792,604               | 628,535                                                      | Iglesia Ortodoxa del Este, 70% |
| Japón                  | 2%                       | 127,920,000           | 2,558,400                                                    | Sintoísmo popular / Irreligion, 70% - 84% |
| Georgia                | 88.6%                    | 4,636,400             | 4,107,850                                                    | Iglesia Ortodoxa de Georgia, 83.9% |
| India                  | 2.3%                     | 1,147,995,226         | 26,403,890                                                   | Hinduismo, 80.5% |
| Nepal                  | 0.5%                     | 29,519,114            | 147,596                                                      | Hinduismo, 80.6% |
| Omán                   | 4.3%g                    | 3,311,640             | 120,000                                                      | Ibadi Islam, 75% |
| Corea del Sur          | 29.2%                    | 49,232,844            | 14,375,990                                                   | Irreligión, 46.5% |
| Hong Kong              | 11.7%                    | 7,122,508             | 833,333                                                      | Irreligión, 57% - 80% |
| China                  | 3% - 4%                  | 1,322,044,605         | 39,661,338 - 67,070,000                                      | Irreligión, 60% - 70% |
| Corea del Norte        | 1.7%                     | 49,232,844            | 836,958                                                      | Irreligión, 64.3% |
| Vietnam                | 8%                       | 86,116,559            | 6,889,325                                                    | Irreligión, 81% |
| Turkmenistán           | 9%                       | 4,997,503             | 449,775                                                      | Islam (principalmente el islam sunita), 89% |
| Uzbekistán             | 9%                       | 28,128,600            | 2,531,574                                                    | Islam 90% |
| Indonesia              | 12%                      | 230,512,000           | 27,661,440                                                   | Islam, 85.1% |
| Israel                 | 2%                       | 7,112,359             | 161,000                                                      | Judío (varias sectas), 75.4% |
| Macao                  | 9%                       | 460,823               | 41,474                                                       | Budismo Mahayana, más del 75% |
| Filipinas              | 92.5%                    | 100,998,376           | 93,423,498                                                   | Catolicismo , 82.9% |
| Timor Oriental         | 98%                      | 1,108,777             | 1,086,601                                                    | Catolicismo, 97% |
| Líbano                 | 41%                      | 4,200,000             | 1,800,000                                                    | Shia Islam y Sunni Islam, cada 27% |
| Irak                   | 4%                       | 28,221,181            | 1,128,847                                                    | Shia Islam, 60% -65% |
| Baréin                 | 9%                       | 718,306               | 64,647                                                       | Shia Islam, 66-70% |
| Azerbaiyán             | 4.8%                     | 8,845,127             | 424,566                                                      | Shia Islam, 81% |
| Irán                   | 0.4%                     | 70,472,846            | 300,000                                                      | Shia Islam, 90% - 95% |
| Yemen                  | 0.17%                    | 23,013,376            | 3,000-41,000                                                 | Islam sunita, 53% |
| Malasia                | 9.2%                     | 27,780,000            | 2,555,760                                                    | Islam sunita, 61.3% |
| Emiratos Árabes Unidos | 9%                       | 4,621,399             | 415,926                                                      | Sunni Islam, el 65% de los residentes, el 85% de los ciudadanos |
| Kazajistán             | 25% (2017 Poll-28.7%)    | 16,536,000            | 4,134,000                                                    | Islam sunita, 69% - 70% (Encuesta 2017-68%) |
| Turquía                | 0.2%                     | 74,724,269            | 149,449-310,000                                              | Islam sunita, 70-80% |
| Kuwait                 | 10% - 15%                | 2,596,561             | 259,656–389,484                                              | Islam sunita, 74% |
| Siria                  | 10%                      | 19,747,586            | 1,974,759                                                    | Islam sunita, 74% |
| Afganistán             | 0.02% - insignificante   | 32,738,775            | 500-8,000                                                    | Islam sunita, 80% - 85% |
| Pakistán               | 1.5%                     | 167,762,049           | 2,516,431                                                    | Islam sunita, 80% - 95% |
| Kirguistán             | 17%                      | 5,587,443             | 949,865                                                      | Islam sunita, 86.3% |
| Bangladés              | 0.3%                     | 153,546,901           | 460,641                                                      | Islam sunita, 89.7% |
| Jordania               | 6%                       | 6,198,677             | 371,921                                                      | Islam sunita, 90% |
| Tayikistán             | 1%d                      | 4,997,503             | 499,750                                                      | Islam sunita, 93% |
| Palestina              | 3%c                      | 4,277,000             | 128,310                                                      | Islam sunita, 98%h |
| Maldivase              | 0% - insignificante      | 379,174               | 300                                                          | Islam sunita, 99,9% |
| Brunéi                 | 10%                      | 381,371               | 38,137                                                       | Islam sunita, cerca del 64% |
| Laos                   | 1.5%                     | 6,677,534             | 100,163                                                      | Budismo Theravada, 67% |
| Sri Lanka              | 8%                       | 21,128,773            | 1,690,302                                                    | Theravada Buddhism, 70% |
| Myanmar (Birmania)     | 6.2%                     | 47,758,224            | 1,910,329                                                    | Budismo Theravada, 89% |
| Tailandia              | 1.17%                    | 65,493,298            | 787,589                                                      | Budismo Theravada, 94.5% |
| Camboya                | 1%                       | 13,388,910            | 133,889                                                      | Budismo Theravada, 95% |
| Mongolia               | 2.1%                     | 2,996,082             | 62,918                                                       | Budismo tibetano, 53% |
| Bután                  | 0.9%                     | 682,321               | 12,255                                                       | Budismo Vajrayana, 67% - 76% |
| Catar                  | 8.5%g                    | 928,635               | 78,934                                                       | Wahhabi Islam (Salafi Islam), 72.5% |
| Arabia Sauditaf        | 0% - insignificante      | 23,513,330            | Los cristianos expatriados son alrededor de 1,200,000 (4.4%) | Wahhabi Islam (Salafi Islam), 85% - 90% |